# 浅草キッド (小説)
『浅草キッド』（あさくさキッド）は、ビートたけしの小説。ビートたけしの師匠である深見千三郎と過ごした青春時代を描いた自伝で、1988年1月に太田出版から単行本が刊行され、1992年11月30日に新潮文庫から文庫本が刊行された。
1988年にテレビ朝日の『木曜ドラマ』で天宮良主演により『ビートたけしの浅草キッド・青春奮闘編』として、2002年にスカイパーフェクTV!で水道橋博士主演により『浅草キッドの「浅草キッド」』として、テレビドラマ化された。2021年冬にはNetflixにて劇団ひとり監督・脚本、大泉洋と柳楽優弥のダブル主演で『浅草キッド』として、映画化された。2023年10月～11月には林遣都主演で『音楽劇 浅草キッド』として、初舞台化された。

## ドラマ（テレビ朝日）
1988年7月21日から8月25日まで毎週木曜21:00 - 21:54にテレビ朝日系『木曜ドラマ』で『ビートたけしの浅草キッド・青春奮闘編』として放送されたテレビドラマ。主演は天宮良。

### キャスト（テレビ朝日）
- ビートたけし：天宮良
- 深見千三郎：中条静夫
- 志の川亜矢：音無美紀子
- 前田光子：井森美幸
- 高樹沙耶
- 松田洋治
- 下川辰平
- 目立つ客：ビートたけし
- 森川正太
- 野村昭子
- 布施博
- 亜湖
- 寺島まゆみ
- 織田めぐみ

### スタッフ（テレビ朝日）
- 原作：ビートたけし「浅草キッド」
- 脚本：布勢博一
- 監督：日高武治
- 音楽：甲斐正人
- 企画：白崎英介
- プロデューサー：和佐英彦、津島平吉、三井孝俊
- 技術：関 巧
- カメラ：富沢義明
- 照明：田頭祐介
- 音声：山崎善一
- カラー調整：田中拓己
- 編集：安西智
- 効果：鈴木晴夫
- 美術デザイナー：荒川淳彦
- 美術制作：奥沢悦郎
- 美術進行：橋本優
- 大道具：東宝ビルド
- 小道具：高津映画装飾
- 衣裳：京都衣裳
- メイク・ヘアー：ユミ・ビュアクス
- 技術協力：東通
- 照明協力：サンライズアート
- スタジオ：目黒スタジオ
- 制作協力：オフィス北野
- 制作：テレビ朝日、東宝

## ドラマ（スカイパーフェクTV!）
2002年4月26日の21:00 - 23:00にスカイパーフェクTV!で放送された『浅草キッドの「浅草キッド」』として放送されたテレビドラマ。主演は水道橋博士。

### キャスト（スカイパーフェクTV!）
- 北野武：水道橋博士（浅草キッド）
- 井上雅義：玉袋筋太郎（浅草キッド）
- 深見千三郎：石倉三郎
- 内海桂子
- 深浦加奈子
- 井上晴美
- 小島可奈子
- 橋本真也
- 野村義男
- つぶやきシロー
- 島崎俊郎
- 中原翔子
- 里見瑶子
- 薬師寺保栄
- 小宮孝泰
- ダンカン
- 江頭2:50
- 鳥肌実
- 須間一彌
- ナポレオンズ
- 寺島進
- 横山あきお
- 林家正楽
- 桂小かん
- 神山勝
- 佐藤功
- ガラかつとし
- Dr.コバ（※ダンカンの知人の歯科医で構成作家・Dr.コパとは別人）
- 谷村晃代
- 塩沢未佳子
- 松美里杷
- 久保田愛子
- 北京ゲンジ
- ブラックボックス
- マキタスポーツ
- 猫ひろし
- 魔雲天ムロ
- ポンポコニッシー
- ぽってかすー
- 星野愛裸
- あずさ美穂
- 川上優

### スタッフ（スカイパーフェクTV!）
- 原作：ビートたけし「浅草キッド」
- 監督：篠崎誠
- 監修：井上雅義
- 脚本：ダンカン
- 撮影：武内克己
- 美術：金勝浩一
- 編集：樋口泰人、篠崎誠
- 記録：中嶋美紀
- 助監督：杉山太郎
- 協力：渋谷ビデオスタジオ
- スペシャルサンクス：河野通夫（捕鯨船）、斎藤皇司
- メイキング：つきざわけんじ（MEN'S）
- プロデューサー：小泉守（トータルメディア）、小橋一仁（オフィス北野）、宮田有子（スカパー）、渡部康弘（スカパー）
- ゼネラルプロデューサー：梅本満（COMPASS）、片岡博
- 統括：渡辺純一
- 製作：重村一（スカパー）
- 製作総指揮：森昌行（オフィス北野）
- 制作協力：オフィス北野、トータルメディアコミュニケーション
- 制作：COMPASS、スカイパーフェクTV!

## 映画
『浅草キッド』として2021年12月9日から配信されている映画。企画・製作はNetflix。監督・脚本は劇団ひとりで、主演は大泉洋と柳楽優弥。また、大泉はひとりが監督を務めた『青天の霹靂』でも主演を務めている。

### キャスト（映画）
- 深見千三郎：大泉洋[9]
- ビートたけし：柳楽優弥[9]
- 千春：門脇麦[10][9]
- ビートきよし：土屋伸之（ナイツ）[10]
- 井上雅義（作家志望の先輩）： 中島歩[11]
- 高山（先輩の芸人）古澤裕介[11]
- サチ（踊り子）：小牧那凪[11]
- 塚原（受付のおばちゃん）：大島蓉子[11]
- 東八郎：尾上寛之[10]
- 田山淳（タカラ座社長）：風間杜夫[10]
- 麻里（深見の妻）：鈴木保奈美[10]
- ビートたけし所作指導／たけしの声（現代）：松村邦洋
- 無法松[12]
- 町工場の作業員 - Creepy Nuts（R-指定、DJ松永〈役名：川村〉）[12][13]
- つまみ枝豆[12]
- 黒田康平（テレビプロデューサー） - 大内厚雄[14]
- 森本のぶ[15]
- 三輪和音[15]
- 大家 - 今本洋子[16]
- 東城しん：中田和伸（さすらいラビー）[17]
- 東城けん：牧野太祐（ぐりんぴーす）[18]

### スタッフ（映画）
- 原作：ビートたけし「浅草キッド」[11]
- 監督・脚本：劇団ひとり[11]
- 音楽：大間々昂[19]
- 企画協力：秋元康[12]
- 主題歌：桑田佳祐「Soulコブラツイスト〜魂の悶絶」（タイシタレーベル / SPEEDSTAR RECORDS）[20]
- 撮影：高木風太[19]
- 照明：市川徳寿[19]
- 美術：磯田典宏[19]
- 録音：池田雅樹[19]
- 編集：穂垣順之助[11]
- VFXスーパーバイザー：牧野由典[11]
- 音響効果：岡瀬晶彦[11]
- 衣装デザイン：宮本茉莉[11]
- ヘアメイク：佐々木弥生[11]
- タップダンスコレオグラファー：HideboH[12]
- 特殊メイク監修：JIRO[12]
- スクリプター：古谷まどか[11]
- キャスティング：南谷夢[11]
- 助監督：蔵方政俊[11]
- 制作担当：桑原学[11]
- エクゼクティブ・プロデューサー：坂本和隆、高橋信一（Netflix コンテンツ・アクイジション部門 ディレクター）[1][12]
- プロデューサー：有重陽一（日活株式会社 シニア・プロデューサー）[1][19]、深津智男（ジャンゴフィルム）
- 企画・製作：Netflix
- 制作プロダクション：日活、ジャンゴフィルム

## 舞台
カンテレ開局65周年記念公演『音楽劇 浅草キッド』として初の舞台化。主演は林遣都、師匠役に山本耕史。ビートたけし自らが原点と語る浅草・フランス座で下積み生活を過ごした青春時代、芸人・ビートたけしの誕生と笑いにかけた芸人たちの生き様を音楽劇として名曲「浅草キッド」と共に描く。

### キャスト（舞台）
- 北野武：林遣都
- 深見千三郎：山本耕史
- 高山三太：松下優也
- 兼子二郎：今野浩喜
- マーキー：稲葉友
- 井上：森永悠希
- 深見の妻・志の川亜矢：紺野まひる
- 塚原：あめくみちこ
- 村上航／久保貫太郎／⻄山宏幸／後東ようこ／松之木天辺／寺井義貴／竹口龍茶／熊野晋也／松永健資／江見ひかる／永石千尋／横田剛基／元榮菜摘／古田伊吹

### スタッフ（舞台）
- 原作：ビートたけし
- 脚本・演出：福原充則
- 音楽・音楽監督：益田トッシュ
- 制作：高田雅士 新居朋子 島村 楓
- 制作協力：PRAGMAX&Entertainment
- 企画：水川 薫 プロデューサー:友岡伸介 大藪⻯介
- 企画・製作：関⻄テレビ放送

### 上演日程
- 東京公演：2023年10月8日(日)〜22日(日) 明治座
- 大阪公演：2023年10月30日(月)〜11月5日(日) 新歌舞伎座
- 愛知公演：2023年11月25日(土)・26日(日) 愛知県芸術劇場大ホール